# Skopun (gmina)
Skopun (far. Skopunar kommuna) – najmniejsza gmina na Wysp Owczych, duńskim terytorium zależnym na Oceanie Atlantyckim. Graniczy z gminą Sandur, a przez wąską cieśninę także z gminą Thorshavn. Siedzibą jej władz i jedyną miejscowością w jej granicach jest Skopun.
Skopunar kommuna położona jest w północno-zachodniej części wyspy Sandoy. Zajmuje powierzchnię 8,7 km².
Gminę, według stanu na 1 stycznia 2014, zamieszkuje 456 osób.

## Historia
W 1872 roku powstała Sandoyar Prestagjalds kommuna, skupiająca obszar obecnego regionu Sandoy. Początkiem powstawania osobnej gminy Skopun było utworzenie w 1910 parafii o tej nazwie, która wydzieliła się od parafii Sandur. Dwadzieścia lat później na jej terenach powstała Skopunar kommuna.

## Populacja
Gminę zamieszkuje 456 ludzi. Współczynnik feminizacji wynosi tam niemal 84 (na 208 kobiet przypada 248 mężczyzn). Osoby w wieku poniżej dwudziestego roku życia stanowią 26% populacji, natomiast ludzie starsi niż 60 lat ok. 24%. Największą grupę w przedziałach dziesięcioletnich stanowią osoby w wieku 50-59 lat (15,57%).
Dane dotyczące populacji gminy Skopun zbierane są regularnie od roku 1960. Wówczas mieszkało tam 568 osób, a liczba ta malała do 543 w 1966 i 516 w 1970. Następnie zaobserwowano stosunkowo szybki wzrost liczby ludności (570 osób w 1970, 606 w 1983) do 608 mieszkańców w 1985 roku. Następnie populacja zaczęła maleć do 480 ludzi w 2005 roku, szczególnie zaś jej ubytek można było zaobserwować w latach 90. (600 osób w 1990, 541 w 1995, 489 w 2000). Miało to związek z masową emigracją z Wysp Owczych, spowodowaną kryzysem gospodarczym, szczególnie widocznym w silnie rozwiniętej na archipelagu branży rybnej. Mimo krótkotrwałego wzrostu liczby mieszkańców w 2010 roku (482) populacja gminy staje się mniejsza z roku na rok.

## Polityka
Gminą Skopun zarządza burmistrz, wraz z czterema innymi radnymi, wybieranymi w wyniku wyborów samorządowych. Obecnie stanowisko burmistrza obejmuje Gerhard Lognberg z Partii Ludowej. Wyniki ostatnich wyborów, które odbyły się w roku 2012 przedstawiały się następująco:
| Lista | Nazwa partii                    | Głosy | Procent | Mandaty | Mandaty |
| ----- | ------------------------------- | ----- | ------- | ------- | ------- |
| A     | Partia Ludowa (Fólkaflokkurin)  | 188   | 60,84   | 3       | -2      |
| B     | Partia Unii (Sambandsflokkurin) | 121   | 39,16   | 2       | 0       |
|       | Suma                            | 310   | 100     | 5       | -2      |

| Lista A        | Lista A              | Lista A        | Lista B           | Lista B                      | Lista B           |
| Fólkaflokkurin | Fólkaflokkurin       | Fólkaflokkurin | Sambandsflokkurin | Sambandsflokkurin            | Sambandsflokkurin |
| Nr             | Kandydat             | Głosy          | Nr                | Kandydat                     | Głosy             |
| -------------- | -------------------- | -------------- | ----------------- | ---------------------------- | ----------------- |
| 1.             | Sigurd Hentze        | 17             | 1.                | Leivur Tollaksson Clementsen | 27                |
| 2.             | Oddmar Hentze        | 1              | 2.                | Fríðhild Winther             | 40                |
| 3.             | Kathrina Joensen     | 21             | 3.                | Elin Jacobsen                | 7                 |
| 4.             | Kartin Winther Olsen | 13             | 4.                | Annika Joensen               | 47                |
| 5.             | Jóhan Leo            | 9              |                   |                              |                   |
| 6.             | Hallmar Winther      | 22             |                   |                              |                   |
| 7.             | Gerhard Lognberg     | 76             |                   |                              |                   |
| 8.             | Fríðfinn Nicolajsen  | 28             |                   |                              |                   |
|                | Lista                | 1              |                   | Lista                        | 0                 |

Frekwencja wyniosła 87,04% (z 355 uprawnionych zagłosowało 310 osób). Oddano jeden głos nieważny i ani jednej karty niewypełnionej. Wybrano o dwóch radnych mniej względem poprzednich wyborów.

## Miejscowości wchodzące w skład gminy Skopun
| Miejscowość | Liczba mieszkańców (01.01.2014) | Krótki opis | Zdjęcie        |
| ----------- | ------------------------------- | --- | -------------- |
| Skopun      | 456                             | Jedyna miejscowość w gminie. Jest najmłodsza miejscowością na wyspie Sandoj, założoną w 1833 roku. Kościół wybudowano tam w 1897 z drewna uzyskanego w wyniku rozbiórki dawnej świątyni w Vestmanna. Sześć lat później zaczęto prowadzić tam msze w języku farerskim. W 1918 roku powstała droga łącząca Skopun z Sandur, pierwsza trasa pomiędzy miejscowościami na Wyspach Owczych. Port w Skopun pochodzi z lat 20. XX wieku. | Port w Skopun. |